# Erica-Irene Daes
Erica-Irene A. Daes (griechisch Ειρήνη „Έρικα“ Νταή Παπασταματάκη; geboren am 18. September 1925 in Kissamos, gestorben am 12. Februar 2017 in Athen) war eine griechische Juristin und Diplomatin. Sie leitete von 1984 bis 2001 die UN-Arbeitsgruppe über Indigene Bevölkerungen und war treibende Kraft hinter der Deklaration der Rechte indigener Völker (UNDRIP, Declaration on the Rights of Indigenous Peoples) von 2007.

## Herkunft, Ausbildung und Familie
Erica-Irene Daes wurde 1925 als Eiríni Papastamatáki in Kissamos in der westkretischen Provinz Chania als zweitälteste von fünf Kindern geboren. Sie absolvierte einen Master-Studiengang in Jura, Politologie und Ökonomie an der Universität Athen und schloss mit einem Doktor der Rechte (Ph.D.) ab. Im Anschluss hatte sie Postgraduiertenstellen an der University of Cambridge, dem University College London, der Universität Heidelberg und der Academy of International Law in Den Haag.
Sie führte den Spitznamen „Érika“ und war mit Astérios Ntaís (oft Asterios Daes) verheiratet.

## Berufliche Karriere
Daes arbeitete zunächst im griechischen öffentlichen Dienst, unter anderem im Gesundheitsministerium und als Rechtsberaterin.
Von 1954 bis 1980 war sie als Rechtsanwältin am Obersten Gerichtshof von Griechenland zugelassen.
Sie war als Hochschullehrerin mit den Spezialgebieten Internationales Recht, Menschenrechte, Globalisierung, Umweltrecht, Peacemaking und Peacekeeping und insbesondere Minderheitenrechte mit Schwerpunkt Indigene Völker tätig. Sie lehrte an der Griechischen Diplomatenakademie in Thessaloniki, der Universität der Vereinten Nationen in Tokio, an der Harvard University, der Russischen Diplomatenakademie, der Universität Melbourne und anderen. Von 1981 bis 1985 war sie Gastprofessorin am Europäischen Hochschulinstitut in Florenz. Von 1999 bis 2003 war sie Gastprofessorin an der Juristischen Fakultät der St. Thomas University in Miami.
Daneben trat sie auch umfangreich als Autorin in Erscheinung.

## Diplomatische Tätigkeit in Europa und bei den Vereinten Nationen
Von 1963 bis 1966 vertrat Daes Griechenland im Sozialausschuss des Europarates. Sie war als griechische Repräsentantin beratend bei der Organisation für Sicherheit und Zusammenarbeit in Europa tätig. Von 1996 an war sie Rechtsberaterin der Ständigen Vertretung ihres Landes bei den Internationalen Organisationen in Genf. Seit 1998 war sie griechische Außerordentliche Gesandte in verschiedenen Staaten u. a. in Mikronesien.
Seit 1966 vertrat Daes Griechenland in den verschiedensten UN-Organen, unter anderem häufig in der Generalversammlung, im Wirtschafts- und Sozialrat und bei der UNESCO. Sie war auch Mitglied der Kommissionen für soziale Entwicklung und den Status der Frau.
Von 1976 bis 2002 war sie Mitglied des UN-Unterausschusses für die Förderung und den Schutz der Menschenrechte.
1984 wurde sie Vorsitzender der UN-Arbeitsgruppe für indigene Völker. Während ihrer bis 2001 reichenden Amtszeit setzte sie sich für internationale Rechtsstandards zum Schutz indigener Völker ein. Unter ihrer Führung wurde die Arbeitsgruppe zu einer Vertretung für Hunderte indigener Völker bei den Vereinten Nationen. Daes setzte sich intensiv für eine UN-Erklärung zu den Rechten indigener Völker ein, die schließlich 2007 verabschiedet wurde.
Im Jahr 2000 war sie (75-jährig) Gründungsmitglied des Ständigen Forums für indigene Angelegenheiten. Sie arbeitete aktiv bis 2007 mit und gehörte dem Gremium bis zu ihrem Tod 2017 an. Ihr war – ein absolut ungewöhnlicher Vorgang für UN-Organe – einstimmig die Ehrenmitgliedschaft auf Lebenszeit zugesprochen worden.

## Ehrungen
- Ehrendoktorwürden der Juristischen Fakultäten der Universität Saskatchewan (Kanada) und der Universität Tromso (Norwegen)
- Ehrenmitgliedschaft des Instituts für Internationales Recht und Internationale Beziehungen in Thessaloniki
- Ehrenmitgliedschaft der am Obersten Gerichtshof Griechenlands zugelassenen Rechtsanwälte
- Menschenrechtspreis der Vereinten Nationen als erster Europäerin verliehen durch die UN-Generalversammlung (1993)
- Großkommandeur des Phönix-Orden verliehen durch den  Präsidenten der Republik Griechenland (2002)
- Auszeichnung der Griechischen Gesellschaft für Internationales Recht und Internationale Beziehungen (2004).[3]

## Veröffentlichungen
- Principles, guidelines, and guarantees for the protection of persons detained on grounds of mental ill-health or suffering from mental disorder : a contribution to (a) the protection of the fundamental freedoms, human and legal rights of persons who are mentally ill or suffering from mental disorder ; (b) the abolition of psychiatric abuses ; (c) the promotion of mental health law and medical practice ; and (d) the improvement of mental health care and mental institutions, 1986[4]
- Indigenous peoples : keepers of our past, custodians of our future, 1982[5]
- Freedom of the individual under law : a study on the individual's duties to the community and the limitations on human rights and freedoms under Article 29 of the Universal Declaration of Human Rights, 1983[6]
- The individual's duties to the community and the limitations on human rights and freedoms under article 29 of the Universal Declaration of Human Rights : a contribution to the freedom of the individual under law, 1983[7]
- Status of the individual and contemporary international law : promotion, protection and restoration of human rights at national, regional and international levels, 1984[8]
- Protection of the heritage of indigenous people, 1997[9]